# Mark Shreeve
Mark Shreeve (Great Yarmouth, 2 juni 1957 – 31 augustus 2022) was een Britse bespeler van allerlei toetsinstrumenten en componist van elektronische muziek
Zijn naam dook voor het eerst op in de jaren '80 met muziekcassettes als Ursa Major (Grote beer). Het was de tijd van doe-het-zelf-elektronische muziek geïnspireerd op Tangerine Dream (Phaedratijd) en Klaus Schulze. Vaak problemen overwinnend op de analoge synthesizers zoals de Moog en Minimoog. In diezelfde jaren schreef Shreeve ook mee aan liedjes voor anderen waaronder Samantha Fox. Van Shreeve werden regelmatig albums uitgebracht tot 1996; sindsdien verscheen zijn naam alleen nog op albums, die werden uitgebracht door de muziekgroepen ARC met Ian Boddy en Redshift. Die laatste band richtte hij samen op met broer Julian Shreeve, James Goddard en Rob Jenkins.
De soloalbums van Shreeve zijn over het algemeen moeilijk verkrijgbaar, ze verschenen in eigen beheer, dan wel op kleine platenlabels.
De muziek is te omschrijven als een eigen versie van de Berlijnse School voor elektronische muziek-variant binnen de elektronische muziek.
Mark Shreeve overleed na een lang ziekbed op 31 augustus 2022.

## Discografie (selectief)
- Embryo (1980)
- Ursa major (1980)
- Phantom (1981)
- Fire Music (1981)
- Thoughts of war (1981)
- Assassin (1984)
- Legion (1985); later verschenen als Oracle
- Crash head (1988)
- Riding the Edge (1989)
- Energy Fountain (1990)
- Pulsar (1991)
- Powerhouse (1991)
- Nocturne (1995)
- Collide (Live at EMMA) (1996)